# Знак «Ударник пятилетки»

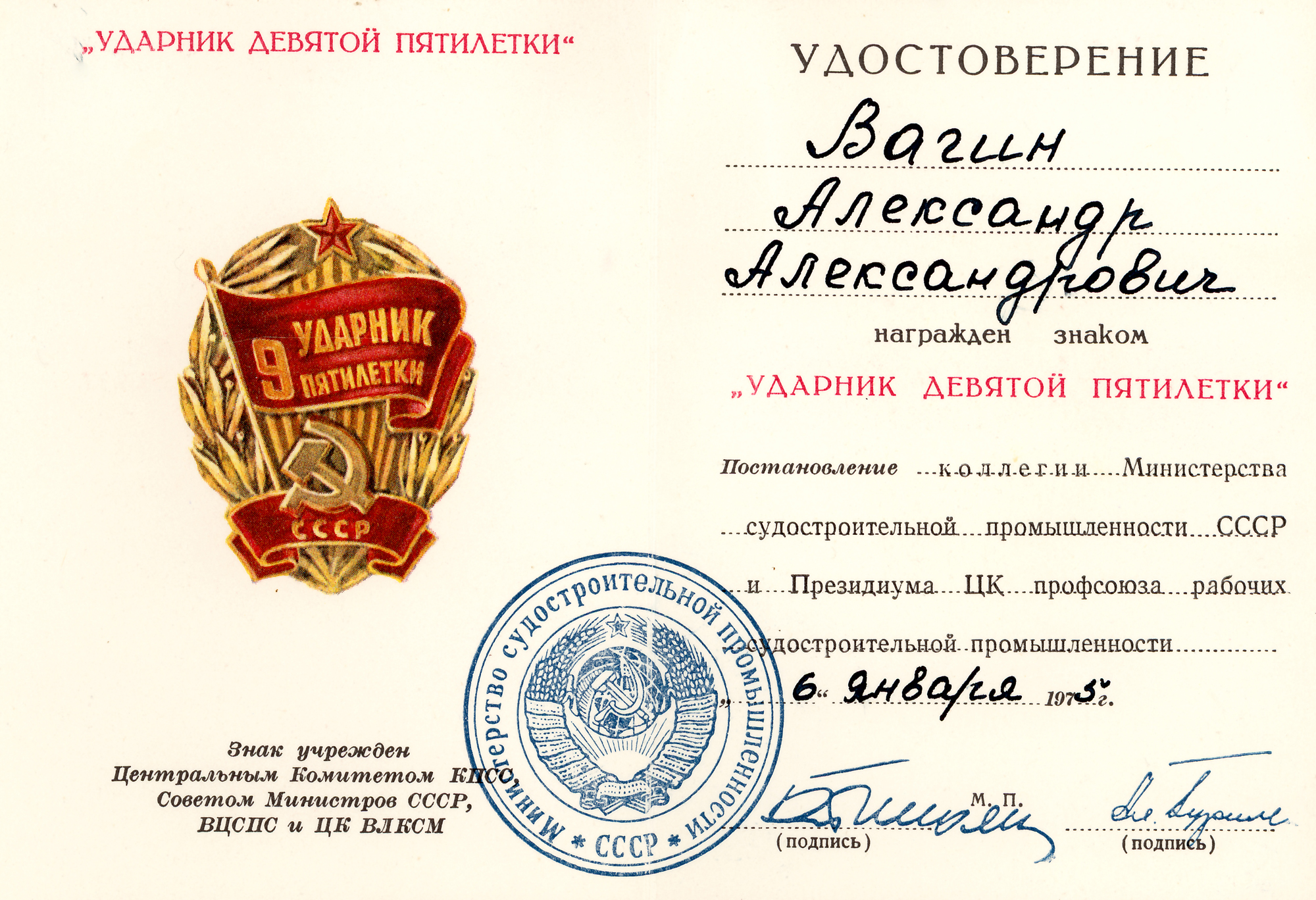
Удостоверение к знаку Ударник 9-й пятилетки, 1975 г.

Знак «Уда́рник пятиле́тки» — награда в СССР, учреждённая совместно ЦК Коммунистической партии Советского Союза, Советом министров СССР, Всесоюзным центральным советом профессиональных союзов и ЦК Всесоюзного ленинского коммунистического союза молодёжи, вручавшаяся ударникам по итогам 9, 10, 11 и 12 пятилеток в СССР.

## Учреждение
Единые общесоюзные знаки «Ударник (9-10-XI-XII) пятилетки» учреждались совместными постановлениями ЦК Коммунистической партии Советского Союза, Совета министров СССР, Всесоюзного центрального совета профессиональных Союзов и ЦК Всесоюзного Ленинского Коммунистического Союза Молодёжи.
Знак «Ударник девятой пятилетки»:
- учреждён совместно с положением о нём Постановлением Президиума ВЦСПС от 27 февраля 1974 года «Об утверждении образца единого общесоюзного знака „Ударник девятой пятилетки“ и Положения о нём».

Знак «Ударник десятой пятилетки»:
- учрежден Постановлением ЦК КПСС, Совмина СССР, ВЦСПС, ЦК ВЛКСМ от 30.12.1976 № 1081;
- положение о знаке «Ударник 10 пятилетки» утверждено Постановлением Президиума ВЦСПС от 8 апреля 1977 года.

Знак «Ударник XI пятилетки»:
- учреждён постановлением ЦК КПСС, Совмина СССР, ВЦСПС, ЦК ВЛКСМ от 26.03.1981 № 304;
- положение о Знаке «Ударник XI пятилетки» утверждено совместным Постановлением Президиума ВЦСПС № П-8, Госкомтруда СССР № 289 от 25.09.1981.

Знак «Ударник XII пятилетки»:
- учреждён Постановлением ЦК КПСС, СОВМИНА СССР, ВЦСПС, ЦК ВЛКСМ от 18.06.1986 № 735;
- положение о Знаке «Ударник XII пятилетки» утверждено постановлением Государственного комитета СССР по труду и социальным вопросам и Секретариата ВЦСПС от 17 октября 1986 года № 412/24-12.

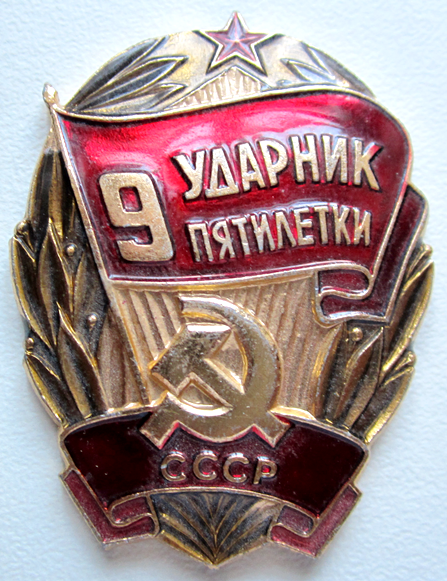
Ударник 9 пятилетки.
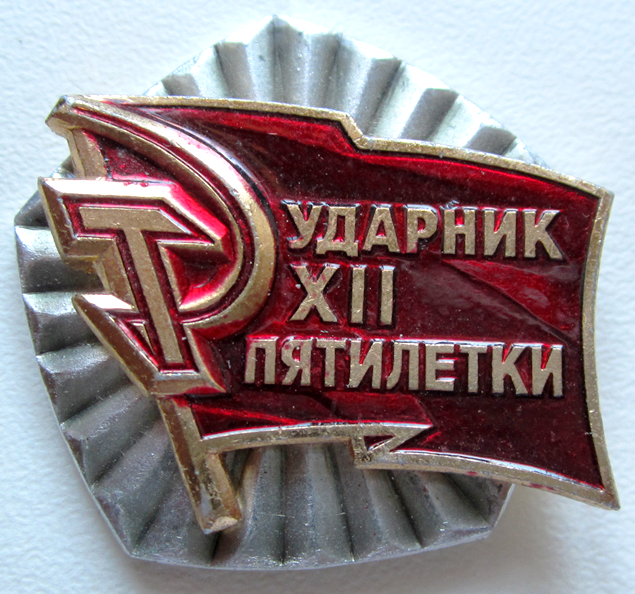
Ударник XII пятилетки.

## Награждение
Знаком «Ударник (9-10-XI-XII) пятилетки» награждались:
- лучшие рабочие, колхозники, руководящие инженерно-технические работники, служащие предприятий, строек, совхозов, колхозов, сотрудники научно-исследовательских, проектно-конструкторских и других организаций и учреждений, добившиеся наиболее высоких трудовых показателей во Всесоюзном социалистическом соревновании и досрочно выполнившие пятилетние задания;

Награждение единым общесоюзным знаком «Ударник (9-10-XI-XII) пятилетки» производилось среди:
- работники предприятий и организаций союзного подчинения — совместным решением министерства, ведомства СССР и ЦК профсоюза;
- работники предприятий и организаций союзно-республиканского и республиканского подчинения, а также передовики сельскохозяйственного производства — совместным решением министерства, ведомства союзной республики и республиканского комитета профсоюза или совета профсоюзов, где республиканского комитета профсоюза нет (по РСФСР — министерства, ведомства РСФСР и ЦК профсоюза);
- работники предприятий и организаций, подчиненных обл(край)исполкомам и не связанных подчиненностью с каким-либо министерством, ведомством, — совместным решением обл(край)исполкома и областного, краевого совета профсоюзов.

Награждённому вместе со знаком вручалось удостоверение установленного ВЦСПС образца и памятный подарок. В трудовой книжке лиц, которые награждались знаком «Ударник (9-10-XI-XII) пятилетки», делалась соответствующая запись.
Знаки «Ударник (9-10-XI-XII) пятилетки» входят в перечень ведомственных знаков отличия в труде, дающих право на присвоение звания «Ветеран труда».

## Описание
Знаки «Ударник 9-10-XI пятилетки» изготавливались из алюминия, имеют овальную форму, по краям окаймлен лавровыми листьями. В центре развернутое красное знамя с надписью «ударник 9-10-XI пятилетки», внизу знака красная лента с надписью «СССР» между знаменем и лентой серп и молот, вверху красная звезда. Знак крепится при помощи булавки.
В 1986 году дизайн общесоюзного знака «Ударник XII пятилетки» изменился, знак изготавливался из алюминия, состоит из двух частей: основа белый пятиугольник, поверх него при помощи заклепки крепится вторая часть знака — красное знамя с надписью «Ударник XII пятилетки». Знак крепится при помощи булавки.